# フレッド・カサック
フレッド・カサック（Fred Kassak, 1928年3月4日 - 2018年4月12日）はフランスの小説家、脚本家、詩人。主に推理作家として知られる。

## 人物
本名はピエール・ユンブロ（Pierre Humblot）。1928年3月4日パリで生まれる。
幼少期からチャールズ・ディケンズを愛読し、詩や短編小説を書き始める。13歳の頃にはすでにディケンズの影響を受けた物語を執筆し、学校内で発表していた。
戦時中はナチス・ドイツによるパリ占領を逃れて地方に避難する。避難先の山荘の書庫で、シャンゼリゼ書店のマスク叢書を読みふけったことから推理小説を愛読するようになる。とりわけアガサ・クリスティーの『アクロイド殺し』から感銘を受けた。
戦後、高校を中退し、フランス観光協会(TCF)に秘書として勤務。仕事の傍ら短編小説や詩を書き始める。1948年、詩によってフランス詩人クラブ賞の第2席を受賞。その後、タイプライターのセールスマン、グレヴァン美術館の通訳ガイドなどを経験する。
様々な職業を経験しながら俳優を目指すようになり、演劇のレッスンを受けたのちに役者仲間と共に劇団を設立。従姉のアネット・ポワブルとその夫レイモン・ビュシエールも役者であった。従姉夫妻のすすめもあり、役者として舞台に立ちながらオリジナルの戯曲を執筆するようになる。この時期に執筆した喜劇« Juanito, le séducteur ingénu »（巧妙な誘惑者フアニート）は、1953年のアンギャン公コンクールで5位に入賞。演劇学校で朗読劇として上演された後、パリのカプシーヌ劇場においてルイ・デュクルー演出、ダリウス・ミヨー音楽によって上演された。ただし興行的には成功とも失敗とも言えず、一か月半で上演は打ち切られた。
同時期に映画界と関わりをもち、映画脚本の台詞執筆の依頼を受けるようになる。
やがてミステリ作家のミシェル・ルブランと出会い、交流を持ったことから推理小説の執筆を試みるようになる。1954年には初の短編推理小説とされる« La ballade des carcasses »（骸骨のバラード、未訳）を執筆。雑誌« Noir magazine »に掲載される。
イアン・フレミングに始まるスパイ小説ブームを受けて、1957年、マダガスカルを舞台にしたスパイ・スリラー小説« Tonnerre à Tana »（タナの雷鳴、未訳）をアラベスク社の「エスピオナージュ」叢書から刊行。小説発表用に「フレッド・カサック」のペンネームを使用することにする（「カサック」は母親の旧姓であった）。
さらにアラベスク社から推理小説レーベル「完全犯罪?」叢書（後にピエール・シニアックがこの叢書からデビューする。シニアックとカサックはフランスの批評家によってしばしば作風の共通点が指摘されている）への執筆も依頼され、サスペンス小説« Plus amer que la mort... »（死よりも苦く…、未訳）を執筆。この小説は1975年にテレビドラマ化され、カサック自身にとってもっとも愛着のある映像化作品となった。アラベスク社からは立て続けに依頼を受け、ジャン・セリック名義でロマンス小説« L’amour en coulisse »（舞台裏の愛、未訳）を発表する。
同年、代表作『殺人交叉点』をアラベスク社の「完全犯罪?」叢書から刊行。本作でフランス推理小説大賞にノミネートされたが、フレデリック・ダールの『甦える旋律』に敗れた。
また、この年にはピエール・シヴリー名義でスパイ・スリラー« Savant à livrer le... »をジェルフォール社から刊行。アラベスク社から刊行した冒険小説的スパイ・スリラーとは異なり、東西冷戦を背景にした言語学者の政治亡命問題を、ブラック・ユーモアをこめたタッチで描き、結末にどんでん返しを用意するなど、推理小説的な技巧を凝らしたスパイ小説の佳作となっている。
1958年、『日曜日は埋葬しない』を「完全犯罪?」叢書から刊行し、フランス推理小説大賞を受賞。翌年のミシェル・ドラック監督による映画化作品『日曜には埋葬しない』(1959)はルイ・デリュック賞を受賞した。
1959年、フランス観光協会勤務時代の経験からヒントを得たブラック・ユーモア風のサスペンス小説『連鎖反応』を「完全犯罪?」叢書から刊行。同作で「黒いユーモア大賞」にノミネートされるが、レーモン・クノーの『地下鉄のザジ』に敗れた。なお、本作で描かれた連鎖反応によって犯罪が起こる、もしくは複数の人物の行動が連鎖反応を起こして事件を形成するパターンのミステリは、その後も多くのフランス人作家によって取り上げられた（例：ミシェル・ルブラン『パリは眠らない』、ピエール・シニアック『冷凍保存（未訳）』『ウサギ料理は殺しの味』『悪魔を愛せ（未訳）』、ジャン＝フランソワ・コアトムール『真夜中の汽笛』、ブリス・ペルマン『穢れなき殺人者』、エルヴェ・コメール『悪意の波紋』『その先は想像しろ』など）。
1960年代以降は小説よりも、テレビドラマ、ラジオドラマの脚本執筆に中心を移していく。
1966年から67年にかけて雑誌« Détective »に4作の冒険探偵小説を連載。これらのシリーズはイアン・フレミングのジェームズ・ボンドシリーズを焼き直したような通俗アクション小説で評判にはならず、単行本として刊行されることもなかった。
1972年、過去にアラベスク社から刊行した『殺人交叉点』の改稿版をプレス・ド・ラ・シテ社から刊行。この改稿版によってミステリ批評家賞を受賞する。
2009年、フレッド・カサックに敬意を示したドキュメンタリー映画が製作され、第1回リュミエール映画祭で上演された。
2018年、死去。享年90。

## 評価
フランスにおいてはユーモア推理小説（Roman policier humoristique）の巨匠とされ、日本においては叙述トリックによる推理小説の巨匠と評価されている。一方でカサック本人は自身の書いた小説を推理小説（roman policier）とは認識せず、犯罪小説（roman criminel）と考えている。
フランスのミステリ評論家ジャック・ボードゥは「フレッド・カサックは珍しい作家である。彼はほんの数冊の小説を書いただけだったが、これらの作品は作者がフランスの最も優れた推理作家の名簿に名を連ねるに十分だった」と評している。
自身の映画化作品において、ジャン＝クロード・ブリアリ、ルイ・ド・フュネス主演による『連鎖反応』の映画化« Caramborages »(1963)およびアニー・ジラルド主演の« Elle boit pas, elle fume pas, elle drague pas, mais... elle cause! »(1970)については強い失望を感じている。これらの原作においてカサックが描いたユーモアが、映画化ではスラップスティックへと改ざんされたことに落胆したと語っている。一方で愛着を持つ映像化作品は、初めての長編サスペンス小説をテレビドラマ化した« Plus amer que la mort... »(1975)である。また、マリア・シェル主演の« L’assassin connaît la musique... »(1963)についても満足のいく出来栄えであったと評価している。

## 主な作品

### 長編
- « Plus amer que la mort... » (1957年)
- « Nocturne pour assassin »（1957年）

『殺人交叉点』（岡田真吉訳,創元社［クライム・クラブ］22巻,1959年）
『殺人交差点』（荒川浩充訳,東京創元社［創元推理文庫］,1979年7月）※『連鎖反応』と合本
『殺人交叉点』（平岡敦訳,東京創元社［創元推理文庫］,2000年9月）※『連鎖反応』と合本
- « Savant à livrer le... » (1957年)
- « On n’enterre pas le dimanche »（1958年）

『日曜日は埋葬しない』（中込純次訳,早川書房［ハヤカワ・ミステリ］,1961年）
※映画『日曜には埋葬しない』（ミシェル・ドラック監督）の原作。
- « Carambolages »（1959年）

『連鎖反応』（諏訪正訳,東京創元新社［創元推理文庫］,1962年）
『連鎖反応』（荒川浩充訳,東京創元社［創元推理文庫］,1979年7月）※『殺人交叉点』と合本
『連鎖反応』（平岡敦訳,東京創元社［創元推理文庫］,2000年9月）※『殺人交叉点』と合本
※本作は1970年に『砂の城』（NHK　脚本倉本聰）、1983年に『殺しの連鎖反応』(テレビ朝日　土曜ワイド劇場内)と、二度テレビドラマ化されている。
- « Crêpe Suzette » (1959年)
- « Une chaumière et un meurtre »（1961年）
- « Bonne vie et meurtres » (1969年)

※ラジオ番組« Les Maîtres du mystère »枠に書き下ろしたラジオ・ドラマ« Vocalises »のノヴェライズ。
- « Voulez-vous tuer avec moi? » (1971年)

※ラジオ番組« Les Maîtres du mystère »枠に書き下ろしたラジオ・ドラマ« Le métier dans le sang »のノヴェライズ。カサックの長編の中では唯一この作品のみ英訳版（‘‘Come Kill with Me’’, The Bobbs-Merrill Company, 1976）の刊行が確認されている。

### 短編
- « Iceberg » (1964年)

『氷山』（太田浩一訳 「ミステリマガジン」1997年3月 No.492、早川書房）
※雑誌« Week-end:le magazine du tiercé »1964年1月号に掲載された後、マスク叢書の短篇集« Qui a peur d’Ed Garpo »に収録。フランスでは短編推理小説の名作とされており、フランスの中学・高校における国語教育の教材として使用されることもある。
- « L’age des problems »

『故障の多い年齢』（稲木茉莉訳 「ミステリーズ!」2004年8月号、東京創元社）
- « Qui a peur d’Ed Garpo? »

※マスク叢書から1995年に刊行された短篇集の表題作。ユーモア・ミステリーの傑作として高く評価されている。

## 映像化作品

### 映画
- 日曜には埋葬しない On n’enterre pas le dimanche （フランス 1959年）

監督：ミシェル・ドラック　原作：フレッド・カサック　音楽：エリック・ディクソン、ジェームズ・キャンベル、ケニー・クラーク
出演：フィリップ・モリー、クリスティーナ・ベンツ、エラ・ペトリ、アルベール・ジルー、マルセル・キュヴリエ、ジェームズ・キャンベル
※原作『日曜日は埋葬しない』
- « Carambolages » （フランス 1963年）

監督：マルセル・ブリュワル　原作：フレッド・カサック　脚本：ピエール・チェルニア　台詞：ミシェル・オーディアール
出演：ジャン＝クロード・ブリアリ、ルイ・ド・フュネス、ミシェル・セロー、アラン・ドロン、ソフィー・ドミエ、アンヌ・トニエッティ
※原作『連鎖反応』
- « L’assassin connaît la musique... » （フランス 1963年）

監督：ピエール・シュナル　原作：フレッド・カサック　脚本：フレッド・カサック、ピエール・シュナル
出演：マリア・シェル、ポール・ムーリス、シルヴィー・ブレアル、イヴォンヌ・クレッシュ、フェルナン・ギヨー、クロード・マン
※原作 « Une chaumiere et un meurtre » （未訳）　
- « Elle boit pas, elle fume pas, elle drague pas, mais... elle cause! » （フランス 1970年）

監督：ミシェル・オーディアール　原作：フレッド・カサック　脚本：ミシェル・ルブラン、ミシェル・オーディアール、ジャン=マリー・ポワレ
出演：アニー・ジラルド、ベルナール・ブリエ、ミレーユ・ダルク、ジャン・ル・ポーラン、アニセー・アルヴィナ、ジャン・カルメ
※原作 « Bonne vie et meurtres »（未訳）

### テレビドラマ
- 銀河テレビ小説 （NHK ）
  - 砂の城 （1970年）

脚本：倉本聰　出演：目黒祐樹、松岡きっこ、藤村俊二、藤岡重慶
※原作『連鎖反応』

- « Plus amer que la mort... » （フランス 1975年）

監督：ミシェル・ウィン　原作・脚本・台詞：フレッド・カサック　音楽：ジョルジュ・ドルリュー
出演：ホセ・マリア・フロタス、ジュヌヴィエーヴ・フォンタネル、フランシーヌ・ベルジェ、ニコール・ヴァッセル、ジャクリーヌ・ローラン
※カサックが自身の映像化作品の中でもっとも愛着を持つ作品であると語っている。
- 土曜ワイド劇場 （テレビ朝日）
  - 殺しの連鎖反応－努力しないで出世した男－社内結婚上司の女房いい女 （1983年）

出演：関口宏、新井晴み、小倉一郎、高沢順子、小池朝雄、岸田森
※原作『連鎖反応』

### 脚本執筆
- « Dans la gueule du loup » （フランス 1961年）

原作：ジェイムズ・ハドリー・チェイス『貧乏くじはきみが引く』（一ノ瀬直二訳, 東京創元社［創元推理文庫］）
監督：ジャン=シャルル・デュドルメ　脚本：フレッド・カサック、ミシェル・ルブラン
出演：フェリックス・マルテン、マガリ・ノエル、ピエール・モンディ、ダニエル・チェカルディ
- « Comment réussir... quand on est con et pleurnichard » （フランス 1974年）

監督：ミシェル・オーディアール　原案：フレッド・カサック　脚本：ジャン・マリー・ポワレ
出演：ジャン・カルメ、ステファーヌ・オードラン、ジェーン・バーキン、ジャン＝ピエール・マリエール、ジャン・ロシュフォール